# Erik Bosin
Erik Bosin, född 6 januari 1654, död 28 april 1715 i Västerbotten under flykten från ryssarna, var en svensk lagman och häradshövding.

## Biografi
Bosin var häradshövding i Hollola och Borgå härader i Finland från 1680 till 1690. Han var lagman från 1708 till 1711 i Gotlands lagsaga och därefter i norra Finlands lagsaga. ..